# Beneath Still Waters
«Beneath Still Waters» — песня, сочинённая американским певцом и музыкантом Далласом Фрейзером в 1967 году. Широкую известность произведение получило 13 лет спустя в исполнении Эммилу Харрис, в каталог которой попало из репертуара Джорджа Джонса.
Номер вышел в очередном альбоме певицы, Blue Kentucky Girl (1979), а на следующий год в формате сингла достиг вершины американского чарта Hot Country Songs и строчки № 2 канадского Country 75 Singles, обеспечив Фрейзеру награду NSAI Awards как автору одной из лучших песен года. В разное время композицию записывали также Диана Траск, The Osborne Brothers, Ронда Винсент, Мишель Никсон, Дайан Шуур и другие артисты.

## История
Песню «Beneath Still Waters» в 1967 году написал музыкант и певец Даллас Фрейзер. Согласно автору, данная композиция не появилась бы, если бы он в тот период не жил на берегу реки Камберленд в окрестностях Нэшвилла. Глядя однажды ранним утром на водную гладь, сочинитель вспомнил слова своего друга, опытного пловца, который объяснял ему, что при плавании следует остерегаться подводных течений. «И тогда я подумал о спокойной поверхности этой реки, чьи глубины однако могут таить опасность», — рассказывал Фрейзер как повседневный вид из окна дома вдохновил его на создание произведения. В том же году новую песню записал кантри-певец Джордж Джонс, но широкое признание номер получил лишь 13 лет спустя в качестве сингла большой почитательницы Джонса — Эммилу Харрис.
Когда исполнительница жила в Вашингтоне (это была первая половина 1970-х годов, ещё до выхода её дебютного кантри-альбома Pieces of the Sky), она принадлежала к местному сообществу поклонников Джонса, участники которого среди прочего менялись редкими записями артиста — примерно так же, как некоторые люди бейсбольными карточками. В результате одного из таких обменов Харрис заполучила плёнку с песней Фрейзера. «„Beneath Still Waters“ казалась такой классической, такой простой, такой искренней, и образы в ней были красивыми. Мелодия тоже прекрасная», — вспоминала свои впечатления вокалистка. Проникнувшись произведением, она несколько лет держала композицию в запасе, ожидая подходящего случая, чтобы её записать.
В прочтении певицы номер предстал плавной, меланхоличной и томной балладой о болезненном осознании обречённости любовных отношений. И хотя композиция датировалось 1967 годом, у Харрис она обрела звучание больше характерное для песен, сочинявшихся пятью десятилетиями ранее. Рекорд-сессии трека прошли в Беверли-Хиллз — в соединённой кабелями с мобильной студией Enactron Truck гостиной дома артистки и её мужа-продюсера Брайана Ахерна. Согласно Харрис, «Beneath Still Waters» оказалась одной из тех идеальных записей, в которых ни у кого не возникает мысли что-то переделывать. «Просто раз — и готово. Далась почти даром», — объясняла вокалистка. Конкретно, как полагает певица, достоянием публики стал второй дубль песни.
Композиция вошла в очередной альбом Харрис, Blue Kentucky Girl (1979), имевший в эпоху кантри-поп-кроссоверов выраженный блюграсс-оттенок. На следующий год номер в формате сингла с песней «Till Gain Control Again» на обратной стороне возглавил американский чарт Hot Country Songs и достиг строчки № 2 в канадском Country 75 Singles. При этом 19 апреля 1980-го трек стал частью исторического события в музыке кантри — в тот день весь Топ-5 Hot Country Songs впервые заняли хиты в исполнении женщин: Кристал Гейл, Дотти Уэст, Дебби Бун, Тэмми Уайнетт (в дуэте с Джонсом) и Харрис, чья «Beneath Still Waters» тогда находилась на позиции № 4. Кроме того, запись принесла Фрейзеру награду NSAI Awards как автору одной из лучших песен года.
Успех сингла (первого для Харрис шлягера № 1 за два года) в итоге обозначил воплощение надежд артистки, связанных с её рискованным по тем временам лонгплеем, которым она, в частности, стремилась доказать, что «честная» музыка кантри может хорошо продаваться. Сначала Blue Kentucky Girl расходился слабо, однако популярность фрейзеровской баллады помогла исправить ситуацию. В конечном счёте альбом стал одним из бестселлеров Харрис, открыв певице дорогу к ещё более традиционалистскому проекту Roses in the Snow (1980). В 1990 году солистка и её блюграсс-команда The Nash Ramblers записали также концертный акустический вариант «Beneath Still Waters», но трек вышел лишь в 2021-м, на их диске Ramble in Music City: The Lost Concert.
Помимо Харрис и Джонса, к песне в разные годы обращались и другие артисты. Так, среди самых ранних исполнителей композиции были кантри-певец Карл Вон, выпустивший её в 1968 году, и Диана Траск, чья версия в 1970-м достигла в Hot Country Songs строчки № 38. Позднее номер записывали, например, The Osborne Brothers, Ронда Винсент, Мишель Никсон и Дайан Шуур.

## Оценки и трактовки
Обозреватели журнала Billboard охарактеризовали «Beneath Still Waters» как чувственную балладу, в которой «зеркально чистый вокал Харрис мерцает хрупкой невинностью», тогда как периодически скользящая по аранжировке стил-гитара обеспечивает инструментальной части произведения простоту и ясность звучания. Впоследствии в созданной под эгидой того же издания книге The Billboard Illustrated Encyclopedia of Country Music (2007) редакторы включили дорожку в подборку классических записей исполнительницы. Спустя ещё десять лет еженедельник поместил композицию на строчку № 1 в собственной десятке лучших песен певицы, подготовленной критиком Чаком Дофеном, — как часть оставленного артисткой «одного из богатейших наследий в истории музыки». В аннотации к треку журналист описал работу Харрис как потрясающее вокальное исполнение, которое остаётся одним из крупнейших триумфов солистки.
Рецензенты журнала Cash Box представили «Beneath Still Waters» как добротную кантри-балладу, отметив, что песни подобного типа удаются певице особенно хорошо. При этом, по их мнению, выполненный с высоким качеством и вкусом продакшн в сочетании с безупречным вокалом делают трек идеальным для кантри-радио и музыкальных автоматов. Сотрудники издания Record World в свою очередь поместили сингл в рубрику «Выбор недели», выделив «сладкую скорбь», с которой Харрис поёт этот номер, и сопровождающие успокаивающий голос солистки гитары, вплетённые в мелодию «с изящной лёгкостью». В этой балладе о неразделённой любви артистка, по оценке журналистов, звучит особенно пронзительно, а по-настоящему экспрессивному аккомпанементу от The Hot Band по-прежнему нет равных. Рассматривая пластинку Blue Kentucky Girl, они также перечислили композицию среди наиболее примечательных дорожек релиза.
Музыкальный журналист Колин Ларкин, в своей книге The Encyclopedia of Popular Music (2006) тоже обозначил этот «раритет Джорджа Джонса» в числе особенно вдохновляющих номеров с лонгплея Харрис. Между тем Парк Патербо в аннотации к переизданию Blue Kentucky Girl 2004 года выделил запись как своего рода центр всего альбома —произведение, задающее эмоциональный тон проекту и резонирующее с остальными треками на диске. Кантри-портал The Boot, составляя список лучших композиций певицы, поместил «Beneath Still Waters» на строчку № 10, описав песню как меланхоличный номер, который передаёт грусть персонажа, осознающего, что его любовные отношения находятся на грани краха, но одновременно отражает смирение героя с ситуацией и решимость пережить расставание достойно. В аналогичные собственные списки (и на той же позиции) песню включили кантри-ресурсы Wide Open Country и Holler.
Наконец кантри-историк, Ph.D, Билл Малоун в своей книге Classic Country Music (1990) констатировал, что в случае с сочинённой Фрейзером и записанной Джонсом «Beneath Still Waters» Харрис, которая часто обращается за материалом и вдохновением к репертуару артистов вроде The Stanley Brothers или The Louvin Brothers, а порой и к музыке олд-тайм, погружается в прошлое кантри не столь глубоко. Тем не менее как и во всех своих номерах, певица накладывает на песню ярко выраженный собственный стилистический отпечаток (данное качество, по словам автора, служит отражением традиционалистского фолк-ривайвл-бэкграунда Харрис). Результатом этого, согласно Малоуну, является задумчивое, пронзительное и захватывающее исполнение произведения.

## Позиции в чартах
Еженедельные чарты
| Чарт (1980)                            | Высшая позиция | Прим.  |
| -------------------------------------- | -------------- | ------ |
| США, Billboard, Hot Country Songs      | 1              | [ 26 ] |
| США, Cash Box, Top 100 Country Singles | 1              | [ 27 ] |
| США, Record World, Country Singles     | 2              | [ 28 ] |
| США, Radio & Records, Country Airplay  | 1              | [ 29 ] |
| Канада, RPM, Country 75 Singles        | 2              | [ 30 ] |

Ежегодные чарты
| Чарт (1980)                                  | Позиция | Прим.  |
| -------------------------------------------- | ------- | ------ |
| США, Billboard, Hot Country Songs            | 21      | [ 31 ] |
| США, Cash Box, Top 50 Country Singles        | 16      | [ 32 ] |
| США, Record World, Top Country Singles       | 7       | [ 33 ] |
| США, Radio & Records, Country '80 Top Eighty | 23      | [ 34 ] |
| Канада, RPM, Top 75 Country Singles          | 23      | [ 35 ] |

## Награды
NSAI Awards
Награда Nashville Songwriters Association International авторам лучших песен года.
| Год  | Категория            | Номинант       | Итог   | Прим.  |
| ---- | -------------------- | -------------- | ------ | ------ |
| 1981 | Certificate of Merit | Даллас Фрейзер | Победа | [ 12 ] |

## Музыканты на записи
- Электрогитара: Джеймс Бёртон
- Педал-стил: Хэнк Девито
- Фортепиано: Глен Хардин
- Акустические гитары: Эммилу Харрис и Альберт Ли
- Гитара в нэшвиллском строе: Родни Кроуэлл
- Бас: Эмори Горди
- Ударные: Джон Уэйр
- Аранжировщик струнных и дирижёр: Глен Хардин
- Вокальные гармонии: Эммилу Харрис и Фэйсу Старлинг

## Полезные ссылки
- Харрис исполняет «Beneath Still Waters» с The Nash Ramblers (аудио) на YouTube
- «Beneath Still Waters» в исполнении Джорджа Джонса (аудио) на YouTube